# Тертерян, Акоп Ефремович
Акоп Ефремович Тертерян (арм. Հակոբ Եփրեմի Տերտերյան; 23 февраля 1924, Симферополь, — 7 января 1996, Ереван) — советский и армянский учёный, специалист по систематике и биологии двукрылых.

## Биография
Родился с Симферополе 23 февраля 1924 года в семье служащего.
Высшее образование получил в Ереванском зооветеринарном институте. В 1947 году поступает в аспирантуру Зоологического института АН Армянской ССР. Руководителем его назначен известный энтомолог Иван Антонович Рубцов. В 1951 году состоялась защита кандидатской диссертации на тему «Фауна мошек Армянской ССР». С 1961 года до конца жизни занимает пост заведующего сектором лабораторией энтомологии Зоологического института АН Армянской ССР. В Зоологическом институте АН СССР в 1989 году защищает докторскую диссертацию по теме «Систематика и экология слепней Закавказья (Diptera, Tabanidae)».
Умер в Ереване 7 января 1996 года.

## Научные достижения
Внёс весомый вклад в познание фауны, экологии и систематики двукрылых Закавказья. Описал 12 видов этого семейства: Greniera nairica Terteryan, 1972, Metacnephia hajotsdzorensis (Terteryan, 1962), Metacnephia hirta (Rubtsov & Terteryan, 1954), Prosimulium frontatum Terteryan, 1956, Simulium arpiense (Terteryan & Kachvoryan, 1982), Simulium arpiensis Terteryan & Kachvoryan, 1982,Simulium aureofulgens Terteryan, 1949, Simulium chubarevae (Kachvoryan & Terteryan, 1981), Simulium debacli (Terteryan, 1952), Simulium fontanum Terteryan, 1952, Simulium reginae Terteryan, 1949, Simulium stenophallum Terteryan, 1952. Препараты типовых экземпляров находятся в коллекции Зоологического институту РАН. Одним из первых в Советском Союзе инициировал кариосистематическое исследование мошек. Выявил особенности этапов жизненных циклов слепней: откладке яиц, местах обитания личинок. Изучал суточные и сезонные ритмы активности. Дополнены сведения о паразитах и хищниках слепней. Исходя из анализа признаков внешнего строения личинок и взрослых особей слепней Палеарктики предложил выделять восемь морфологических типов: пангониоидный, сильвиоидный, хризопсоидный, гематопотоидный, наноринхоиждный, гептатомоидный, териоплектоидный и табаноидный. Предложил гипотезу о направлениях эволюции слепней в кайнозое и этапах становления питания самок слепней кровью. Тертерян являлся членом Президиума Всесоюзного энтомологического общества и председателем Армянского отделения общества. Входил в состав редколлегии журнала «Энтомологическое обозрение». Принимал участие в организации нескольких крупных конференций по изучению фауны Закавказья. Руководил подготовкой четырёх кандидатских диссертаций. Среди наиболее известных учеников Тертеряна — специалист по кариосистематике мошек Эжени Ашотовка Качворян.

## Важнейшие публикации Тертеряна
Автор более 90 публикаций, в том числе:
- Тертерян А. Е. Фауна Армянской ССР. Насекомые двукрылые. Мошки / Ответственный редактор В. М. Глухова. — Ереван: Изд-во АН АрмССР, 1968. — 271 с.
- Тертерян А. Е. Определитель личинок слепней (Diptera, Tabanidae) СССР. — Ереван: Изд-во АН АрмССР, 1979. — 82 с.
- Тертерян А. Е. Морфологические типы у палеарктических видов слепней (Diptera, Tabanidae) // Труды Всесоюзного экологического общества : Журнал. — 1981. — Т. 63. — С. 140—142.
- Тертерян А. Е. Эволюция экологических особенностей палеарктических слепней (Diptera, Tabanidae) // Биологический журнал Армении : Журнал. — 1986. — Т. 39, № 8. — С. 705—712.

## Признание
Награждён медалями «Ветеран труда», «За трудовую доблесть в годы Великой Отечественной войны 1941—1945 гг» и «За трудовое отличие».
В честь Тертеряна названы два вида двукрылых: Metacnephia terterjani (Rubtsov, 1955) и Tabanus terterjani Andreeva & Dolin, 1982